# Eleanor Perry
Eleanor Perry, właśc. Eleanor Irene Rosenfeld (ur. 13 października 1914 w Cleveland, zm. 14 marca 1981 w Nowym Jorku) – amerykańska scenarzystka filmowa. Działaczka feministyczna, często krytykująca branżę filmową. Dwukrotnie wyróżniona nagrodą Emmy, była również nominowana do Oscara za najlepszy scenariusz adaptowany za film Dawid i Liza (1962). Jej pierwszym mężem był reżyser Frank Perry.

## Filmografia
- 1962: Dawid i Liza
- 1969: Ostatnie lato
- 1970: Pamiętnik szalonej gospodyni
- 1972: The House Without a Christmas Tree
- 1998: David i Lisa